# 汪洋 (1955年)
汪洋（1955年3月5日—），安徽宿州人，中国共产党、中华人民共和国政治人物，原正国级领导人。中共中央党校继续教育学院2年制本科毕业，中国科学技术大学管理科学专业在職研究生毕业，工学硕士。1972年6月参加工作，1975年8月加入中国共产党。中共第十六届中央候补委员，第十七屆、十八屆、十九屆中央委员、中央政治局委员，第十九届中央政治局常委。曾任国务院副秘书长，中共重庆市委书记，中共广东省委书记，国务院副总理、党组成员，中央农村工作领导小组组长，全国政协主席、党组书记等职。
2017年10月25日，在中共十九届一中全会上，当选第十九届中央政治局常委（排名第4）。2018年3月14日，在全国政协十三届一次会议上，全票当选全国政协主席。2022年10月卸任中共中央委员，2023年3月卸任全国政協主席。
汪洋常被视作自由主义者中主张自由市场、政治自由派别，党内团派。有分析人士认为，尽管汪洋敢于挑战党内观念，但不会直接挑战改变党的路线。在“蛋糕论”方面，汪洋主张经济增长优于财富再分配。

## 生平

### 早年
汪洋年幼时父亲早逝。据汪洋家乡安徽省宿州城郊汪家村的村民叙述，汪洋家非常贫困，汪洋小时候曾捡粪补贴家用。汪洋有一弟一妹，其弟在合肥工作，妹妹仍留在宿州和汪母一道，住在金城街老宅。汪母双腿不便，出门常坐轮椅。1972年，时年17岁，高中未毕业的汪洋在家乡安徽省宿县地区的食品厂当工人。随后任车间负责人。因汪洋思维活跃，后又被上级任命为厂团支部书记。20岁时，迎娶宿县地区行署副专员祝建远的女儿祝玛丽。汪的岳父祝建远2012年时仍住在老家桃沟乡刘瓦房村，毗邻高铁站。汪洋的同村村民认为，高铁站选址可能有汪洋老丈人的因素。
1976年2月，在文化大革命末期，汪洋进入安徽宿县地区的五七干校当教员，历任教研室副主任、校党委委员。1979年，中共中央提出，应加速培养年轻干部，同年3月，汪洋被选拔到中央党校理论宣传干部班政治经济学专业学习。学习结束后，又回到安徽宿县党校，继续担任教员。1981年10月，26岁的汪洋被任命为共青团安徽省宿县地委的副书记，级别为副处级。1982年，接替刘奇葆出任共青团安徽省委宣传部部长，一年后当选共青团安徽省委副书记，级别升为副厅级。
1984年，29岁的汪洋离开了团组织，出任安徽省体委副主任，1987年晋升主任。据称在汪洋任省体委主任后，他的一位老朋友到合肥办事，想趁机和他叙旧。虽然汪洋当时已有自己的专车，但他却骑着自行车到火车站接朋友。1988年，年仅33岁的汪洋任铜陵市委副书记、市长，由于过于年轻，被百姓称为“娃娃市长”。在任期间，汪洋对当地旧体制进行了大刀阔斧的改革，包括打破“三铁”（铁饭碗，铁交椅，铁工资），改革用工制度、干部管理等措施。对这次改革，汪洋自己评价为“拟定方案，难得出奇；启动实施，顺得意外。”
1989年六四事件后，中国自1978年以来推行的改革开放一度停滞，1991年，时任铜陵市长的汪洋冒着政治风险主导了一场大讨论，并在《铜陵日报》上以“龚声”为笔名发表揭短亮丑，呼吁改革的文章《醒来，铜陵！》，呼吁“改革大潮汹涌澎拜。历史不允许我们躺在计划经济上酣睡了。必须解放思想，向一切僵化、陈腐、封闭的思想观念开刀。”人民日报随后发表社论《醒来，不仅仅是铜陵》进行呼应。此举使他名声大噪。。1992年初，邓小平南巡返程路过安徽蚌埠。在接见安徽省领导时，邓特意点名要求汪洋参加会议，并称赞他是个人才。汪洋由此进入中组部后备干部名单。同年，汪洋回到省城合肥，出任安徽省省长助理、省计委主任。

### 省部级经历
1993年，38岁的汪洋被任命为安徽省人民政府副省长，是当时中国最年轻的副省长，同年任中共安徽省委常委。1993年到1995年，汪洋在中国科学技术大学管理科学系研究生班在职学习，获得工学硕士学位。1998年，任中共安徽省委副书记、常务副省长，成为时任安徽省委书记回良玉的副手。在任常务副省长时，汪洋在分管财税工作中力推改革，连时任国务院总理的朱镕基都称赞他“年纪不大、胆子不小”。
由于汪洋在安徽的良好表现，1999年9月，在朱镕基总理任内，汪洋被调入国务院工作，出任原国家发展计划委员会的副主任。
2003年3月，在温家宝接任国务院总理后，汪洋被任命为国务院副秘书长（正部级），负责国务院办公厅的日常工作，并保障政治局常委、国务院副总理、党组副书记黄菊的日常工作。他还兼任国家机关党组副书记，同时担任国务院三峡工程建设委员会委员等职务。2004年，四川汉源县居民因修建瀑布沟水电站而被迫搬迁。由于不满政府的土地征收赔偿方案，当地居民与警方发生冲突。汪洋受命前往安抚。
2005年12月24日，汪洋接替黄镇东出任中共重庆市委书记。在重庆执政期间，汪洋还力推媒体改革。2006年年底，重庆市出台了一份传媒改革文件，对正市级领导报道的报纸版面、文字长度、广播时长做了严格的限制性规定。在杨家坪拆迁事件中“钉子户”户主杨武爬上楼顶大喊：“我要见汪洋！”将汪洋推上了风口浪尖。汪洋没有指示媒体封锁报道，而是指示各方进行协商，最终“钉子户”与开发商达成协议。汪洋因而受到了舆论的称赞。

### 中央政治局委员
2007年10月22日，52岁的汪洋在中共十七届一中全会上当选中共中央政治局委员，跻身党和国家领导人行列。12月1日，中共中央決定，汪洋任中共广东省委书记。在任期间，汪洋针对广东土地短缺，珠三角和非珠三角区域发展不平衡等问题提出了“腾笼换鸟”和“双转移”策略，即珠三角劳动密集型产业向非珠地区转移；而非珠地区的劳动力向发达的珠三角地区转移。
方案提出不久后即遭遇全球金融危机，汪洋要求政府不能去救“落后生产力”，并主张广东应趁机加速产业转型。同时，汪洋大刀阔斧地开展了机构改革。2009年7月31日，深圳在全国率先启动地方大部制改革。政府46个工作部门减少到31个，共减少15个，精简幅度达到13，大大低于中央规定大城市为40个左右的机构限额。2009年9月16日，广东省顺德市更进一步将原有的党政机构由原来的41个精简到16个，缩减近2/3。在此基础上，汪洋在2011年7月12日的广东省委全会分组讨论时提出，要推动“万能政府”向“有限政府”转变，并表示“该放的权一定要创造条件，逐步下放”，指出“大部制”必须要“小政府”。
2012年5月13日，中共广东省委十一届一次全会选举汪洋为中共广东省委书记。2012年11月15日，汪洋在十八届一中全会上连任中共中央政治局委员。12月18日，不再担任广东省委委员、常委、书记，由胡春华接任。2013年3月16日，汪洋被国务院总理李克强提名为第十二届国务院副总理（排名第三），在国务院分管农业、水利、防汛抗旱、扶贫开发、商务、旅游工作。

### 中央政治局常委
2017年10月25日，62岁的汪洋在中共十九届一中全会上当选中共中央政治局常委（排名第四），成为正国级领导人。2017年11月，出任中央全面深化改革领导小组副组长。2018年2月24日，当选为第十三届全国人大代表。
2018年3月，汪洋在十三届全国人大一次会议后卸任国务院副总理，并随即在全國政協十三屆一次會議第四次全體會議上以2,144赞成票，接替俞正声，全票当选全国政协主席，并同时出任中央对台工作领导小组副组长，主管统一战线、宗教事务和协助管理对台事务。2019年7月，兼任中央新疆工作协调小组组长，分管新疆事务。2022年8月18日，汪洋在当日的新闻联播中首次以中央西藏工作协调小组组长的身份出席会议。

### 退出政坛
2022年10月中共二十大召开，1955年出生、当时67岁的汪洋和李克强都没有连任中央委员，也就失去了连任中央政治局委员和在中央政治局常委的资格。不过同样1955年出生的王沪宁、蔡奇、何立峰等与习近平关系密切的人士皆得以连任。之前不少专家人士预测汪洋会是接替李克强出任国务院总理的主要竞争者。新华社发表的文章暗示李克强和汪洋是主动退位，自由亚洲电台特别评论员认为这是“从其个人角度的最不坏的选择。”
2023年3月，汪洋在全國政協十三屆一次會議后卸任全国政协主席退休，由王沪宁接任。

## 言论观点

### 提倡改革
在2012年全国两会记者会上关于政治改革方面的问题，汪洋回答记者说：“只要各级党委和政府的有关部门真正是能够代表最广大人民群众的根本利益，而不是代表一小部分人的利益，那么我们的改革就会往前迈出最关键的步伐。”他说，政府内部维护部门的审批权力，实际上也是利益格局影响改革的重要表现。“改革开放30年，市场经济在广东充分发育，多种所有制共同发展的局面已经形成，多种所有制实际上就是有不同的利益取向。现在最需要解决的是，这些不同的利益群体对执政党和政府机关的影响，这一点确实主要体现在政府的审批事项上。”“我们在解决利益格局影响改革的问题上，首先是要从执政的党和政府头上开刀”。
汪洋谈及政府部门改革时指出要解决政府各部门利益格局的问题，他说：“如果说30年前改革解决的是意识形态问题，那么现在就是利益问题，改革实际上就是拿刀割自己的肉”。
2012年8月，汪洋发表评论《走广东特色的科学发展之路》，号召坚持改革开放，从严治党。

### 幸福非党和政府恩赐论
2012年5月9日中国共产党广东省第十一次代表大会报告中，汪洋指出：“追求幸福，是人民的权利；造福人民，是党和政府的责任。”他强调，“必须破除人民幸福是党和政府恩赐的错误认识”。
新华网上发表的评论说，强调“幸福不是恩赐”有很重要的现实意义。有“恩赐”观念的官员往往会将成绩归功于个人，认为人民应该对他们感恩戴德，不能摆正官员作为人民公仆的定位。

### 中美关系
2013年，汪洋在出席中美战略与经济对话时，将中美关系比作已婚夫妇，中美不应该“选择离婚”，“就像邓文迪和鲁伯特·默多克那样，离婚太贵了”。

### 请批准我成为广东人
2012年12月18日，广东省召开全省领导干部会议，宣布中央调整广东省委书记的决定。汪洋在告别演讲中表示：“5年前我首次与大家见面时，曾表示要努力成为一个广东人。5年后的今天，在我即将离开的时候，如果大家认为这5年我真的融入了广东，请批准我为广东人。”

## 讲话和报告
- 《庆祝中国和平统一促进会成立30周年大会上的讲话》（2018年10月25日）
- 《在广西壮族自治区成立60周年庆祝大会上的讲话》（2018年12月10日，南宁）
- 《在第11届海峡论坛开幕式上的致辞》（2019年6月16日，厦门）
- 《在庆祝西藏和平解放70周年大会上的讲话〉（2021年8月19日，拉萨）
- 《在“九二共识”30周年座谈会上的讲话》（2022年7月26日）

## 荣誉

### 勋章奖章
- 友谊勋章（俄罗斯，2017年11月1日于北京人民大会堂颁发[26]）

## 评价
- 曾在计委与汪洋共事过的一位人士评价称，汪洋是个比较实干的人，不吝于与下面的人交流，尤其是官做大了以后也愿意听取下面的意见，“他在重庆、广东这么复杂的地方都当过一把手，工作能力很强，相较中规中矩的中国官场作派，他倒是个很有个性的官员，比较有亲和力。”[27]

## 亲属
- 父亲：姓名不详，宿县地区食品公司党委书记。
- 母亲：姓名不详，卖烟酒小门市部的店员，汪洋17岁的时候父亲去世；母亲带三个孩子生活很困难，汪洋就退学了，到宿县地区食品厂工作[7]。
- 弟弟：汪泓，合法妻子一位（姓名不详），育有一子汪希涛（字：筠涛）。
  - 汪泓已知非婚生子：汪希文（字：晨）、在具有中科院和中国战略与管理研究会背景的一家半官方协会任党委副书记、会长。疑似在海南深化改革开放有关政策公布后受聘于一家相关企业任职总裁，该企业据传有多名隐名股东系现任、曾任中共最高领导人直系亲属。[來源請求]
- 妹妹：姓名不详。
- 妻子：祝玛丽，宿县地区行署副专员祝建远的女儿，曾在北京建设银行工作，汪洋重庆工作期间调至重庆建行
- 女儿：汪溪沙（1982年10月11日—），中学毕业于合肥一中，1999年其论文《观察植物细胞的好材料——鸭跖草和吊竹兰》获第五届全国青少年生物和环境科学实践活动二等奖。[28]2000年入讀北京大學光華管理學院讀商科，2004年畢業；2005年赴美國波士頓塔夫斯大學讀碩士；畢業後在投行德意志銀行香港分行任職高級經理；2009年結婚。在香港一家欧洲大型投行工作。现任红杉中国投资合伙人。[29]。
  - 女婿：張辛亮（1984年8月28日—），解放军上将张爱萍的外孙（张爱萍小女儿张小艾之子，随母姓张），先后毕业于美国Casady School和乔治城大学外交学院。 毕业后先后供职于瑞银香港、高盛；2011年至2012年为索罗斯基金管理香港办事处代表，2013年在香港成立一家专注于大陆股市的对冲基金辛夷资本（Magnolia Capital Management）[30][31]。